# Вінницький апеляційний адміністративний суд

Юрисдикція суду

Вінницький апеляційний адміністративний суд — колишній адміністративний суд апеляційної інстанції, розташований у місті Вінниці, юрисдикція якого поширювалася на Вінницьку, Хмельницьку та Чернівецьку області.
Суд здійснював правосуддя до початку роботи Сьомого апеляційного адміністративного суду, що відбулося 3 жовтня 2018 року.

## Історія

### Створення та початок роботи Вінницького апеляційного адміністративного суду
Відповідно до рішення Вищої ради юстиції від 20 грудня 2010 року Кузьмишин Віталій Миколайович був призначений головою Вінницького апеляційного адміністративного суду.
До того часу Віталій Кузьмишин очолював Вінницький окружний адміністративний суд.
Утворено Вінницький апеляційний адміністративний суд у кількості 42 суддів відповідно до Указу Президента України від 16 жовтня 2008 року № 941/2008 «Про вдосконалення мережі адміністративних судів». Згідно із Указом Президента України «Про внесення змін до Указу Президента України від 16 листопада 2004 року № 1417» від 12 серпня 2010 року № 812/2010 із юрисдикції ВААС виключено Черкаську область, таким чином до Вінницького апеляційного адміністративного округу входить три області: Вінницька, Хмельницька та Чернівецька.
Призначення та обрання суддів до Вінницького апеляційного адміністративного суду відбувалось у декілька етапів. Перші судді Вінницького апеляційного адміністративного суду були обрані безстроково Постановою Верховної Ради України «Про обрання суддів» від 07 жовтня 2010 року № 2595-VI. Ними стали:
- Аліменко Володимир Олександрович,
- Боровицький Олександр Андрійович,
- Залімський Ігор Геннадійович,
- Кузьмишин Віталій Миколайович,
- Курко Олег Петрович,
- Леванчук Андрій Олексійович.

У жовтні та листопаді 2010 року постановами Верховної Ради до Вінницького апеляційного адміністративного суду обрано безстроково суддів Драчук Тетяну Олександрівну та Смілянця Едуарда Станіславовича.
Указом Президента України «Про призначення суддів» від 19 листопада 2010 року № 1046/2010 суддями ВААС призначено:
- Гонтарука Віктора Миколайовича,
- Мельник-Томенко Жанну Миколаївну,
- Сапальову Тетяну Валентинівну,
- Сторчака Володимира Юрійовича.

У грудні 2010 року постановами Верховної Ради України «Про обрання суддів» від 02 грудня 2010 № 2763-VI та від 23 грудня 2010 № 2871-VI суддями Вінницького апеляційного адміністративного суду обрано безстроково Голоту Людмилу Олегівну, Кожухар Марію Сергіївну та Совгиру Дмитра Івановича відповідно.
15 лютого 2011 року Вища рада юстиції, за результатами розгляду подань Ради суддів адміністративних судів України щодо призначення суддів на адміністративні посади, ухвалила рішення про призначення заступниками голови Вінницького апеляційного адміністративного суду Гонтарука Віктора Миколайовича та Мельник-Томенко Жанну Миколаївну.
Для розміщення Вінницького апеляційного адміністративного суду рішенням Вінницької обласної Ради № 1072 від 30 червня 2010 року надано в оренду будівлю по вул. Соборна, б. 48/ Козицького, б. 34 у м. Вінниці.
На виконання пункту 4 розділу VII «Прикінцеві та перехідні положення» Кодексу адміністративного судочинства України Державною судовою адміністрацією України оголошено про початок процесуальної діяльності Вінницького апеляційного адміністративного суду.
Процесуальну діяльність Вінницький апеляційний адміністративний суд розпочав 15 грудня 2010 року.
Керуючись статтею 115 Закону України «Про судоустрій і статус суддів», зборами суддів Вінницького апеляційного адміністративного суду на підставі статті 26 вказаного закону утворено дві палати з розгляду окремих категорій справ у межах відповідної судової юрисдикції та призначено секретарів палат. Секретарем першої судової палати Вінницького апеляційного адміністративного суду призначено Залімського Ігоря Геннадійовича, секретарем другої судової палати — Сторчака Володимира Юрійовича.
Урочистості з нагоди відкриття Вінницького апеляційного адміністративного суду відбулись 12 квітня 2011 року.

## Керівництво
| Фото | Посада                | ПІБ                              |  |
| ---- | --------------------- | -------------------------------- |  |
|      | Голова суду           | Кузьмишин Віталій Миколайович    |  |
|      | Заступник голови суду | Гонтарук Віктор Миколайович      |  |
|      | Заступник голови суду | Мельник-Томенко Жанна Миколаївна |  |